# Eisenzeitliche Funde im Sauerland
Eisenzeitliche Funde im Sauerland sind Funde aus der vorrömischen Eisenzeit (etwa 800 v. Chr. bis zur römischen Okkupation). Neben Funden in Höhlen, die wahrscheinlich kultische Hintergründe haben, sind insbesondere verschiedene Wallburgen bekannt. Dagegen gibt es nur wenige direkte Siedlungsfunde.

## Kulturbeziehungen
Die Bewohner gehörten nicht der älteren bronzezeitlichen Bevölkerung an. Diese hatte sich nach einer Verschlechterung der Lebensbedingungen weitgehend aus dem Mittelgebirgsraum zurückgezogen. Um das Jahr 1200 v. Chr. war die Region wieder weitgehend unbewohnt. Dies änderte sich durch Zuwanderung etwa um das 7. Jahrhundert v. Chr. durch Nachfahren der Urnenfelderkultur. Bei den Neusiedlern handelte es sich zumindest nach der älteren Forschung weder um Kelten noch um Germanen, sondern um ein namenloses Volk.
Der Übergang von der Bronzezeit zur Eisenzeit verlief im gesamten südwestfälischen Raum ohne größere Brüche. Das Gebiet wurde kulturell aus dem Norden, Westen und Süden beeinflusst. Hinsichtlich keramischer Funde gab es sowohl Verbindungen zum Niederrhein, zur Laufelder Gruppe und zur Hunsrück-Eifel-Kultur. Ausweislich Bernsteinfunden insbesondere im Hönnetal gab es Beziehungen zum Ostseeraum. Aber es gab auch Funde in Form von Schmuckstücken aus Süd- und Südosteuropa. Dazu zählt auch eine kleine Entenfigur aus Bronze, die man bei Hemer gefunden hat.
In der jüngeren Eisenzeit nahmen die keltischen Einflüsse, wie etwa Münzfunde belegen, zu. Das Siegerland und Wittgenstein lagen am Rande des keltischen Einflussbereiches. Aber auch im Sauerland gab es keltische Einzelfunde und weitere Einflüsse. Es sind nur wenige Spuren, die die Kelten im Sauerland hinterlassen haben. Flussnamen wie Neger und Möhne stammen wahrscheinlich aus keltischer Zeit. Die nachdrängenden germanischen Stämme ergriffen von den keltischen Siedlungsgebieten Besitz.
In der Zeit vor der Zeitenwende nahmen die Bodenfunde in der Region erneut deutlich ab. Das Bergland wurde erneut von den Bewohnern weitgehend geräumt. In der jüngeren Eisenzeit (zur Zeit des römischen Kaiserreichs) verändern sich die Form der Fundstücke im noch besiedelten Randgebiet. Sie werden als Hinweise auf den Zuzug neuer Siedler gedeutet, deren Herkunft im unteren Elberaum vermutet wird. Schon bald ließ der Elbgermanische Einfluss wieder nach. Dabei spielten auch römische Handlungen während der Besatzungszeit im linksrheinischen Raum eine Rolle. Eine dauerhafte Besiedlung auch des Berglandes begann wohl erst um das 8. Jahrhundert durch sächsische Siedler.

## Siedlungs- und Kultfunde

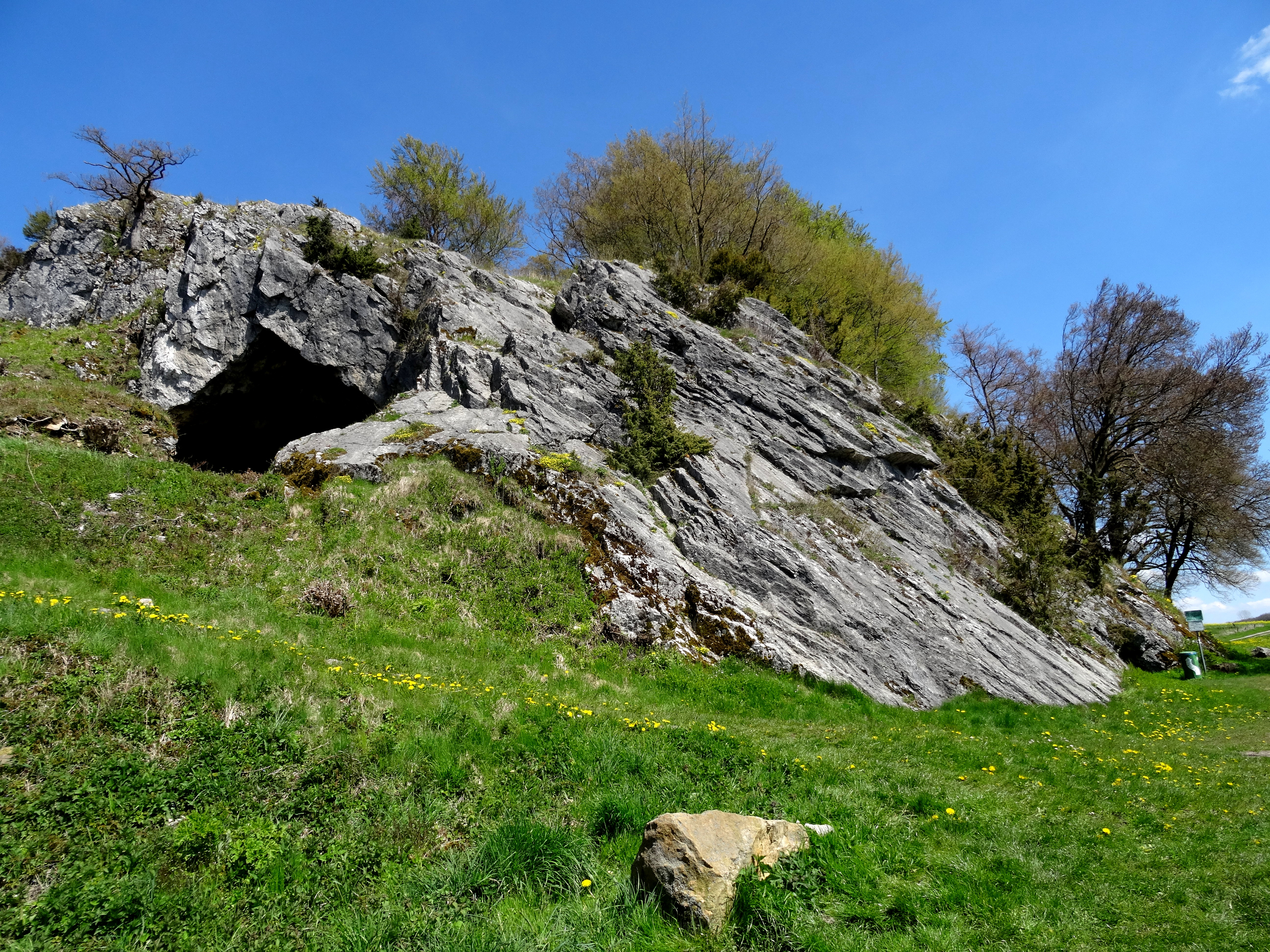
Fundstätte Hohler Stein

Im Gegensatz zur Hellwegzone sind eindeutige Siedlungsspuren im Sauerland selten. Dazu zählen Spuren bei Brilon-Madfeld oder in Rüthen-Kneblinghausen.
Eisenzeitliche Funde wurden bei Thülen (1939, gedrehter bronzener Halsring), am Kassbach nahe dem Derkerstein (Tonscherben, verziegelter Lehm, Spinnwirtel, Feuerstellen), in einer Höhle bei Rösenbeck (Tonscherben) gemacht. Nur die Funde vom Derkerstein weisen auf feste Bauten einer eisenzeitlichen Siedlung hin und damit auf die erste ständige Siedlung auf der Briloner Hochfläche. Vergleichbare Spuren einer Siedlung der römischen Kaiserzeit fanden sich an der Fülsenbecke.
Bemerkenswert ist, dass die meisten Funde insbesondere der älteren Eisenzeit aus Höhlen stammen. Dazu zählen die Höhlen im Hönnetal, etwa die Balver Höhle, der Hohle Stein bei Rüthen-Kallenhardt, Funde bei Marsberg oder Brilon. Weitere Höhlen mit Funden dieser Epoche sind die Veledahöhle bei Bestwig und die Bilsteinhöhle bei Warstein. Die Höhlen lagen entfernt zu Siedlungsschwerpunkten. Bemerkenswert ist, dass die Funde aus Keramiken oder Schmuckstücken nur in Teilen oder beschädigt aufgefunden wurden. Sie fanden sich häufig zusammen mit menschlichen Knochen. Die Forschung geht von Überresten kultischer Handlungen etwa von Sekundärbestattungen aus.
Die Funde von Grabungen in der Veledahöhle bei Bestwig datieren hauptsächlich in die vorrömische Eisenzeit. Steinzeitliche Funde wurden nicht gemacht. In der Höhle wurden Reste – hauptsächlich Schädelknochen – von mindestens 32 Menschen gefunden. Daneben fanden sich verschiedene weitere eisenzeitliche Relikte wie Keramikscherben, Schmuckbestandteile und Spinnwirtel.
In der Bilsteinhöhle wurde ein Zylinderhalsgefäß der Urnenfelderkultur (etwa 800 v. Chr.) gefunden, ebenso zahlreiche Funde aus der vorrömischen Eisenzeit (etwa 500 v. Chr.), darunter Keramik, Schmuck und menschliche Knochen. Wie zahlreiche andere Höhlen im Sauerland und darüber hinaus deuten die eisenzeitlichen Funde auf eine kultische Bedeutung der Bilsteinhöhle hin. Diese dürften im Zusammenhang mit Bestattungsriten stehen.
An die ältere Zeit knüpfen insbesondere die Bestattungsgewohnheiten an. Die Toten wurden verbrannt und die Überreste wurden unter einem Hügel beigesetzt. Wie in Ense-Bremen wurden sogar bronzezeitliche Gräberfelder weiter benutzt. Aus welcher Zeit Grabhügel stammen, lässt sich oft nur schwer bestimmen.

## Bergbau- und Verhüttungsreste
Im Laufe der Eisenzeit gab es erheblichen Veränderungen der Siedlungsstruktur. Hintergrund waren leicht zu gewinnende Eisenerzlagerstätten dicht unter der Oberfläche. Dies ist vor allem für das Siegerland erforscht worden. Mit dem Niedergang der benachbarten keltischen Kultur spätestens in der römischen Kaiserzeit ließ die Verhüttung nach.
Im Sauerland sind die Spuren der Erzverhüttung aus der vorrömischen Eisenzeit seltener. Fundstellen finden sich etwa bei Rüthen-Kallenhardt oder bei der Bilsteinhöhle bei Warstein.

## Wallburgen
Es wurden im Sauerland zahlreiche Wallburgen und vergleichbare Befestigungen angelegt. Im Sauer- und Siegerland sind zusammen etwa 18 Anlagen dieser Art bekannt. Ihre Funktion ist noch nicht völlig geklärt. Im Gegensatz zum Raum Wittgenstein lassen sich im Sauerland in der Nähe der Burgen noch keine Siedlungsspuren nachweisen. Fundstücke, die sich eindeutig zeitlich zuordnen lassen, fehlen meist, so dass Datierungen oft nur anhand der baulichen Überreste vorgenommen werden können.
Eine Ausnahme stellt die Wallanlage bei den Bruchhauser Steinen. Sie ist die älteste und zugleich am besten zu datierende Anlage dieser Art in ganz Westfalen. C14 Analysen von Holzresten ergaben eine Entstehungszeit um 600 v. Chr. Man nimmt an, dass die Anlage zum Schutz von Erzlagerstätten diente. Vielfach wird daneben auch die Funktion als Kultplatz diskutiert.
Obwohl von der Wallanlage Weilenscheid bis heute keine aussagekräftigen und datierbaren Funde bekannt sind, zählt die Wallburg nach dem neuesten Forschungsstand (Berènger 1998 und 1999) auf Grund ihrer topographischen Lage, Art der Befestigung und auch der Größe zu den eisenzeitlichen Ringwällen (7. Jahrhundert v. Chr. bis um Christi Geburt). Die Wallanlage Hofkühl ist eine Wallburg nahe der Ortschaft Kirchveischede in Lennestadt. Sie befindet sich auf dem 485 Meter hohen Hofkühlberg etwa 1,5 Kilometer südwestlich des Ortes auf der Kuppe des Berges. Sie lässt sich schwer datieren, dürfte jedoch in die jüngere Eisenzeit (La-Tène-Zeit) gehören.
Die jüngere Wallburg auf dem Wilzenberg weist deutliche keltische Einflüsse auf. Auf dem Wilzenberg befinden sich zwei Wallburgen (Ringwälle). Eine davon stammt aus der Eisenzeit (200 v. Chr.) und ist ca. 6 Hektar groß. Unter dem Wall der älteren Befestigung fand man 1950 zwei Schwerter und vier Lanzenspitzen aus Eisen. Durch den Waffenfund (größter Waffenfund aus der Eisenzeit in Westfalen) im Jahre 1950 war eine zeitliche Einordnung möglich. Schwerter ähnlicher Form fanden sich in spätlatenezeitlichen Fundverbänden, von denen die nächsten in der Wetterau liegen.
Bei der letzten Ausgrabung im Jahre 2002 haben Archäologen des Landschaftsverbandes Westfalen-Lippe (LWL) ein vier Meter langes Stück einer 2200 Jahre alten Befestigungsanlage freigelegt. Als Standort einer Burganlage der jüngeren Vorrömischen Eisenzeit hat der Wilzenberg eine herausragende Bedeutung, in die später eine mittelalterliche Burg eingebaut wurde. Die Ausgrabungen mit Waffenfunden und Mauerresten belegen dies.
Bei der Schiedlike Borg bei Freienohl liegen datierbare Bodenfunde nicht vor. Philipp R. Hömberg schließt aus dem Vergleich mit anderen Wallburgen mit einem gewissen Grad der Unsicherheit auf einen eisenzeitlichen Ursprung.

## Chronologie der Funde
- Eisenzeit (7. Jahrhundert v. Chr. bis zur Zeitenwende): Wallanlage Weilenscheid, Veleda-Höhle und Schiedlike Borg
- 800 v. Chr.: Zylinderhalsgefäß der Urnenfelderkultur in der Bilsteinhöhle
- 627 v. Chr.: Fund in den Bruchhauser Steinen
- 548 v. Chr.: Fund in den Bruchhauser Steinen
- etwa 500 v. Chr.: Funde in der Bilsteinhöhle
- etwa 200 v. Chr.: Wallburg auf dem Wilzenberg
- 475 bis 50 v. Chr. (La-Tène-Zeit): Wallanlage Hofkühl